# Elecciones parlamentarias de Perú de 1962
Las elecciones parlamentarias de Perú de 1962 se celebraron el domingo 10 de junio para elegir a los representantes que iban a constituir el Congreso de la República (la Cámara de Diputados y el Senado).
Estas elecciones fueron anuladas por causa del golpe de Estado de 1962 por parte de las Fuerzas Armadas, al mando del general Ricardo Pérez Godoy, tras las continuas denuncias de fraude electoral.

## Sistema electoral

### Cámara de Diputados
La Cámara de Diputados, compuesta por 186 representantes, fue elegida en 24 distritos electorales (23 departamentos y la Provincia Constitucional del Callao).
La distribución y número de diputados para las elecciones de 1962 quedaron fijados de la siguiente manera:
| Circunscripciones                                      | Diputados |
| ------------------------------------------------------ | --------- |
| Lima                                                   | 20        |
| Áncash                                                 | 16        |
| Cusco                                                  | 15        |
| Cajamarca, Junín y Puno                                | 11        |
| Piura                                                  | 10        |
| Arequipa, Ayacucho y La Libertad                       | 9         |
| Huánuco y Loreto                                       | 8         |
| Apurímac y San Martín                                  | 6         |
| Amazonas, Huancavelica e Ica                           | 5         |
| Lambayeque                                             | 4         |
| Callao, Madre de Dios, Moquegua, Pasco, Tacna y Tumbes | 3         |

### Senado
El Senado, compuesto por 55 representantes, fue elegido en 24 distritos electorales (23 departamentos y la Provincia Constitucional del Callao).
La distribución y número de senadores para las elecciones de 1962 quedaron fijados de la siguiente manera:
| Circunscripciones                                                              | Senadores |
| ------------------------------------------------------------------------------ | --------- |
| Lima                                                                           | 9         |
| Áncash, Arequipa, Cajamarca, Cusco, Junín, La Libertad, Piura y Puno           | 3         |
| Ayacucho, Callao, Huancavelica, Huánuco, Ica, Lambayeque y Loreto              | 2         |
| Amazonas, Apurímac, Madre de Dios, Moquegua, Pasco, San Martín, Tacna y Tumbes | 1         |

## Resultados

### Cámara de Diputados
| Organización política | Organización política                | Votos? | %? | Dip.? | %?    |  |
| --------------------- | ------------------------------------ | ------ | -- | ----- | ----- |  |
|                       | Alianza Democrática                  |        |    | 85    | 45.70 |  |
|                       | Acción Popular                       |        |    | 61    | 32.80 |  |
|                       | Unión Nacional Odriísta              |        |    | 33    | 17.74 |  |
|                       | Partido Demócrata Cristiano          |        |    | 2     | 1.08  |  |
|                       | Lista presidida por Alcides Spelucín |        |    | 1     | 0.54  |  |
|                       | Unión Cuzqueñista                    |        |    | 1     | 0.54  |  |
|                       | Coalición Huancavelicana             |        |    | 1     | 0.54  |  |
|                       | Movimiento Independiente Moqueguano  |        |    | 1     | 0.54  |  |
|                       | Unión Parlamentaria Puneñista        |        |    | 1     | 0.54  |  |
|                       |                                      |        |    |       |       |  |
| Fuente:               |                                      |        |    |       |       |  |

### Senado
| Organización política | Organización política                | Votos? | %? | Sen.? | %?    |  |
| --------------------- | ------------------------------------ | ------ | -- | ----- | ----- |  |
|                       | Alianza Democrática                  |        |    | 25    | 45.45 |  |
|                       | Acción Popular                       |        |    | 16    | 29.09 |  |
|                       | Unión Nacional Odriísta              |        |    | 11    | 20.00 |  |
|                       | Lista presidida por Alcides Spelucín |        |    | 1     | 1.82  |  |
|                       | Unión Cuzqueñista                    |        |    | 1     | 1.82  |  |
|                       | Frente de Liberación Nacional        |        |    | 1     | 1.82  |  |
|                       |                                      |        |    |       |       |  |
| Fuente:               |                                      |        |    |       |       |  |